# Argya
Argya är ett släkte med tättingar i familjen fnittertrastar. Vanligtvis är de ganska stora, långstjärtade fåglar som födosöker i ljudliga flockar. Flertalet har blekbrun eller gråbrun fjäderdräkt.
Arterna i släktet placerades fram tills nyligen i Turdoides. Genetiska studier visar dock dels att släktet består av två grupper som skildes åt för hela tio miljoner år sedan, dels att även de afrikanska släktena Phyllanthus och Kupeornis är en del av komplexet. Båda tongivande internationella taxonomiska auktoriteterna Clements m.fl. och International Ornithological Congress delar därför upp skriktrastarna i två släkten, Argya med mestadels asiatiska arter och huvudsakligen afrikanska Turdoides i mer begränsad omfattning men inkluderande Phyllanthus och Kupeornis. Nedanstående lista med 19 arter följer AviList:
- Grå skriktrast (Argya malcolmi)
- Gråhuvad skriktrast (Argya cinereifrons)
- Brahmaputraskriktrast (Argya longirostris)
- Gråpannad skriktrast (Argya subrufa)
- Ceylonskriktrast (Argya rufescens)
- Ljushuvad skriktrast (Argya affinis)
- Indisk skriktrast (Argya striata)
- Rostskriktrast (Argya rubiginosa)
- Fjällstrupig skriktrast (Argya aylmeri)
- Irakskriktrast (Argya altirostris)
- Orientskriktrast] (Argya caudata)
- Afghanskriktrast (Argya huttoni)
- Vitstrupig skriktrast (Argya gularis)
- Flodskriktrast (Argya earlei)
- Arabskriktrast (Argya squamiceps)
- Saharaskriktrast (Argya fulva)